# История Люка
«История Люка» (англ. The Story of Luke; также известен под русским названием Откровение от Луки) — американский независимый фильм 2012 года, снятый в жанре комедийной мелодрамы режиссёром Алонсо Майо. В главных ролях снимались Лу Тэйлор Пуччи, Кэри Элвес, Кристин Бауэр и Сет Грин.

## Сюжет
Главный герой, аутист Люк, после смерти своей бабушки остаётся на попечении у дяди Пола и его семьи. Также вместе с Люком переезжает и его дедушка Джонас, которого вскоре отправляют в дом престарелых. На прощание дедушка задаёт Люку жизненную цель — найти работу и девушку, чтобы стать мужчиной.

## В ролях
- Лу Тэйлор Пуччи — Люк
- Кэри Элвес — Пол, дядя Люка
- Кристин Бауэр — Синди, жена Пола
- Сет Грин — Зак, начальник Люка на работе
- Кеннет Уэлш — Джонас, дедушка Люка
- Сабрин Рок — Мария, секретарша и возлюбленная Люка
- Лиза Райдер — Сара, мать Люка
- Эл Сапиенца — Дэвид, новый муж Сары
- Арт Хиндл — мистер Николс, работодатель Люка

## Производство
Фильм был вдохновлён опытом режиссера Алонсо Майо в центре Энн Салливан в Перу, организации помощи в трудоустройстве людей с аутизмом и отклонениями в развитии. Заканчивая обучение на факультете кино и журналистики в Перу, Майо помог создать серию обучающих видеороликов для центра. Позже, во время написания сценария к «Истории Люка», Мэйо вернулся в Центр Энн Салливан в Перу и снял документальный фильм «Just Like Anyone».
Фильм был спродюсирован компаниями DViant Films и Fluid Film. Съёмки проходили в августе и сентябре 2011 года в Су-Сент-Мари, Онтарио, Канада, и заняли всего 23 дня. Готовясь к роли Люка, актёр Лу Тэйлор Пуччи провёл много времени, беседуя с людьми, страдающими от аутизма.

## Критика
Фильм получил положительные отзывы критиков. Лу Тэйлор Пуччи, получил восторженные оценки актёрской игры от многочисленных организаций, связанных с правами аутистов, за достоверное исполнение роли Люка. Колумнист Psychology Today Шанталь Сисиль-Кира написала: «Большинство родителей молодых людей с аутизмом найдут этот фильм воодушевляющим и вдохновляющим — мы все надеемся и желаем, чтобы наша молодежь успешно нашла работу и кого-то, кого можно полюбить… Изображение Лу Тэйлора Пуччи на высоте. Его манеры, жесты и тон голоса кажутся искренними».

## Награды и номинации
| Премия                                                   | Дата церемонии   | Категория                                                          | Номинант          | Итог   |
| -------------------------------------------------------- | ---------------- | ------------------------------------------------------------------ | ----------------- | ------ |
| Кинофестиваль в Сан-Диего                                | 29 сентября 2012 | Лучший фильм                                                       | The Story of Luke | Победа |
| Fort Lauderdale International Film Festival              | 14 ноября 2012   | Выбор зрителей — лучший американский инди-фильмBest American Indie | The Story of Luke | Победа |
| Международный кинофестиваль на Багамах                   | 9 декабря 2012   | Audience Award for Best Narrative                                  | The Story of Luke | Победа |
| Irvine International Film Festival                       | 21 января 2013   | Лучший художественный фильм                                        | The Story of Luke | Победа |
| Irvine International Film Festival                       | 21 января 2013   | Лучший режиссёр-дебютант                                           | Алонсо Майо       | Победа |
| Irvine International Film Festival                       | 21 января 2013   | Лучший актёр                                                       | Лу Тейлор Пуччи   | Победа |
| Irvine International Film Festival                       | 21 января 2013   | Лучший трейлер                                                     | The Story of Luke | Победа |
| The Saint Augustine Film Festival                        | 25 января 2013   | People's Choice Award for Best Film                                | The Story of Luke | Победа |
| San Francisco IndieFest                                  | 22 февраля 2013  | Выбор зрителей — лучший художественный фильм                       | The Story of Luke | Победа |
| Festivus film festival                                   | 23 февраля 2013  | Лучший художественный фильм                                        | The Story of Luke | Победа |
| San Luis Obispo International Film Festival              | 9 марта 2013     | Лучший художественный фильм                                        | The Story of Luke | Победа |
| San Luis Obispo International Film Festival              | 9 марта 2013     | Выбор зрителей — лучший художественный фильм                       | The Story of Luke | Победа |
| Omaha Film Festival                                      | 12 марта 2013    | Audience Choice Award for Best Feature Film                        | The Story of Luke | Победа |
| Green Bay Film Festival                                  | March 14, 2013   | Выбор кинолюбителей                                                | The Story of Luke | Победа |
| Green Bay Film Festival                                  | March 14, 2013   | Лучший сценарий                                                    | Alonso Mayo       | Победа |
| Phoenix Film Festival                                    | 8 апреля 2013    | Special Jury Prize                                                 | Lou Taylor Pucci  | Победа |
| Garden State Film Festival                               | 8 апреля 2013    | Best Narrative Feature                                             | The Story of Luke | Победа |
| Sunscreen Film Festival                                  | 23 апреля 2013   | Лучший фильм                                                       | The Story of Luke | Победа |
| Международный кинофестиваль в Аризоне                    | 28 апреля 2013   | Специальная награда жюри для лучшего актёра                        | Лу Тейлор Пуччи   | Победа |
| San Antonio Film Festival                                | 24 июня 2013     | Гран-при за лучший фильм                                           | The Story of Luke | Победа |
| Международный кинофестиваль в Садбери (Cinéfest Sudbury) | 23 сентября 2013 | Лучший художественный фильм северного Онтарио                      | The Story of Luke | Победа |